# Erechtia trinotata
Erechtia trinotata är en insektsart som beskrevs av William D. Funkhouser. Erechtia trinotata ingår i släktet Erechtia och familjen hornstritar. Inga underarter finns listade i Catalogue of Life.